# Бутан на летних Олимпийских играх 1992
Бутан принимал участие в Летних Олимпийских играх 1992 года в Барселоне (Испания) в третий раз за свою историю, но не завоевал ни одной медали. Знаменосцем команды Бутана был Джубзанг Джубзанг.
Бутан участвовал в одном виде спорта — стрельбе из лука.
Бутан представляли трое мужчин (Джубзанг Джубзанг, Пема Церинг (нем. Pema Tshering), Карма Тензин (фин. Karma Tenzin)) и трое женщин (Карма Цомо (англ. Karma Tshomo)), Пем Церинг (англ. Pem Tshering)), Намгьял Лхаму (англ. Namgyal Lhamu))).
Самым молодым бутанским спортсменом была Пем Церинг (англ. Pem Tshering) — 16 лет и 326 дней. 
Самым пожилым был Пема Церинг (нем. Pema Tshering) (41 год и 17 дней), самый пожилой из спортсменов Бутана, которые до сих пор (по состоянию до 2015 года включительно) принимали участие в Олимпиадах.